# Achada Loura
Achada Loura es una localidad caboverdiana repartida entre los municipios de Ribeira Grande de Santiago y São Domingos.

## Geografía
La localidad está situada en la isla Santiago y está distribuida entre dos municipios y dos freguesías de la misma.

## Organización territorial
La localidad abarca los lugares y barrios de:
- Loura
- Massapé